# Gösta Börtin
Gösta Fredrik Börtin, född 13 januari 1894 i Gamleby församling, Kalmar län, död 10 februari 1985 i Göteborg, var en svensk tecknare.
Han var son till trädgårdsmästaren Oskar Johansson och Karin Ströberg och bror till Inge Börtin. Han var som konstnär autodidakt och bedrev självstudier i München 1922. Han medverkade i grupputställningar på Göteborgs konsthall, Skövde konsthall och Borås konsthall ett flertal gånger. Hans konst består av porträtt, figurstudier och landskap i blyerts, kol och tusch.